# 岩漿置入
岩漿置入（英語：pluton emplacement）是指岩漿在岩體中被容納的方式。對岩漿置入的方法目前尚未完全了解，但許多不同的置入方法被提出，被廣泛接受的方法有顶蚀，底闢和膨脹。 現在有證據指出岩漿置入是逐漸進行的。

## 顶蚀
岩漿的垂直運動是由重力驅動的。當圍岩碎塊向下掉入岩漿時，就會發生顶蚀。顶蚀可以在是各種構造環境中進行，已被廣泛用於解釋不協調的岩體接觸。 最常見的顶蚀特徵是岩漿和圍岩之間的速變不整合接觸以及圍岩缺乏韌性變形。 其他特徵包括岩漿中存在捕虏岩、捕獲岩的旋轉和污染岩漿的地球化學證據。顶蚀的解釋存在一個問題：在岩漿未置入以前，相同岩漿容積的圍岩要比岩漿中的捕獲岩容積大很多。

## 逐漸置入
有衆多證據指出，大型均一的岩漿岩是逐漸按岩床型叠加生長的。片狀岩漿入侵很常見。一些在岩漿岩體邊緣的陡峭傾斜板，原先是水平置入的，然後在岩漿岩底部下垂時傾斜的。但也有人認爲是由岩脈構成的。在內華達山脈的麥克杜格爾岩漿岩，是由成分不同的層狀岩板組成，並與圍岩接觸面平行，亦包含許多薄的圍岩板。 這種現象是不可能用顶蚀來解釋。要到達舊岩漿岩增量的頂部位置，一個新岩漿岩增量必須向上顶蚀穿過先前的岩漿岩增量。 岩漿能否上升是由母岩的流變學性質決定：堅硬的岩石能夠阻止岩漿上升。岩漿置入多以脈衝形進行，如果入侵率足夠高，不同的脈衝的入侵可能會混合在一起形成深成岩體（pluton）。

## 膨脹
膨脹是一種置入球形的岩漿方法，這個模型推論是，當岩漿上升直到它失去熱量，並在最外緣形成結晶時，岩漿的較熱尾部繼續上升，冲裂並擴大已經結晶的外緣。

## 底闢
底闢是由熱的岩漿流體軟化圍岩一層薄壁而移動。 底闢發生僅限於具有高溫和韌性岩石的地幔和下地殼。為了讓岩漿上升，必須為它們騰出空間，但方法尚未定論。一個最常被問到的問題是，現在被岩漿岩佔據體空間的原來的岩石，到哪裏去了？ 為岩漿上升騰出空間的可行方法是橫向延伸，例如中洋脊、走滑斷層和擴張緩動區的運動。但是這種伸展速度太慢，滑動幅度太小，無法置入侵入的岩漿 。